# Ceuthophilus deserticola
Ceuthophilus deserticola är en insektsart som beskrevs av Barnum 1964. Ceuthophilus deserticola ingår i släktet Ceuthophilus och familjen grottvårtbitare. Inga underarter finns listade i Catalogue of Life.